# Franckéite
La franckéite est une espèce minérale, sulfosel d'antimoine, de plomb, étain et fer avec des traces de zinc, argent, germanium et indium.

## Historique de la description et appellations

### Inventeur et étymologie
La franckéite fut décrite par Stelzner en 1893 et dédiée à deux ingénieurs des mines, Carl et Ernest Francke.

### Topotype
Le topotype se trouve à Veta del cuandro et San Juan mine, las animas dist., Chocaya, Bolivie.

### Synonymes
- ilijteria

## Caractéristiques physico-chimiques

### Critères de détermination
La franckéite est opaque et d'éclat métallique. Sa couleur varie du gris sombre au noir, pouvant s’iriser. Son trait est gris sombre. Son habitus est massif, aciculaire à prismatique et tabulaire.
Elle est soluble dans l'acide nitrique et l'acide chlorhydrique à chaud.

### Composition chimique
La composition de la franckéite n'est pas déterminée avec certitude. Ceci est dû au fait qu'elle forme des cristaux de structure composite modulée. En 1995, Wang, Buseck et Liu ont indiqué une formule approximative de Pb5FeSn3Sb2S14 pour la franckéite.

### Variétés et mélanges
- Incaïte : variété riche en étain. Le nom a été donné en l'honneur de l'empire inca. L'incaïte fut initialement décrite à la mine de Santa Cruz, Poopó, province de Poopó, département d'Oruro, Bolivie.
- Potosiite : variété de franckéite pauvre en étain de formule Pb6Sn3FeSb3S16. Elle a été déclassée du rang d'espèce en 1997 par l'IMA. Elle apparaît dans de nombreuses occurrences mondiales, en Argentine, au Chili, au Canada et au Japon.

### Cristallochimie
La franckéite fait partie du groupe de la cylindrite selon la classification de Dana, noté 3.01.04 : il s'agit d'un sulfosel (groupe 3) de formule générale A+iA2+jByCz où A est un métal, B est un métalloïde, C est un non-métal et le rapport z/y est supérieur à 4 (groupe 3.01).
| Minéral                          | Formule                                               |
| -------------------------------- | ----------------------------------------------------- |
| Abramovite                       | Pb2SnInBiS7                                           |
| Coïraïte                         | (Pb,Sn)12,5As3Sn5FeS28                                |
| Cylindrite                       | Pb3Sn4FeSb2S14                                        |
| Franckéite - Incaïte - Potosiite | (Pb,Sn)6FeSn2Sb2S14 - Pb4Sn4FeSb2S15 - Pb6Sn2FeSb2S14 |

Selon la classification de Strunz, la franckéite appartient au groupe 2.HF.25b des sulfures et sulfosels (II) de structure similaire à celle de SnS (2.H) contenant des motifs structurels de type SnS et PbS (2.HF). Ce groupe comprend les minéraux coïraïte, franckéite, incaïte et potosiite.

### Cristallographie
La franckéite possède une structure composite modulée. Elle peut être considérée comme étant composée de deux sous-réseaux : un réseau pseudo-quadratique et un réseau pseudo-hexagonal,.
- Paramètres de la maille pseudo-quadratique : {\displaystyle a} = 17,2 Å, {\displaystyle b} = 5,79 Å, {\displaystyle c} = 5,82 Å, α = 91,4°, β = 95,5°, γ = 88,2° (V = 576,52 Å3).
- Paramètres de la maille pseudo-hexagonale : {\displaystyle a} = 17,2 Å, {\displaystyle b} = 3,65 Å, {\displaystyle c} = 6,30 Å, α = 91,3°, β = 96,2°, γ = 88,6° (V = 390,51 Å3).

## Gîtes et gisements

### Gîtologie et minéraux associés
La franckéite se trouve dans les veines hydrothermales Ag-Sn et au contact des dépôts métamorphiques.

### Gisements producteurs de spécimens remarquables
En France
- Vens-Haut, Anzat-le-Luguet, Puy-de-Dôme[7]
- Veine Poullaba, Huelgoat, Finistère[8]

Dans le monde
- Dépôt de Tongkeng-Changpo  Nandan Co., Préfecture de Hechi, Guangxi Zhuang Région autonome de Chine[9]
- Pacific Limestone Products quarry (Kalkar quarry), Santa Cruz, Santa Cruz Co., Californie, États-Unis[10]
- Mine de Carguaicollo Province de Quijarro, Département de Potosí, Bolivie[11]